# Robert Margo
Robert Andrew Margo (* 27. September 1954) ist ein US-amerikanischer Ökonom und Professor an der Boston University. 
Margo ist Spezialist für die Geschichte der amerikanischen Wirtschaft mit besonderem Schwerpunkt auf Afro-Amerikaner. Gemeinsam mit Claudia Goldin prägte er den Begriff der Great Compression, ein Zeitraum, in dem in den USA zwischen 1940 und den 1970er Jahren sich die Einkommensunterschiede verringerten, bevor sie seitdem wieder zunahmen.

## Wissenschaftlicher Werdegang
Margo wurde 1982 an der Harvard University promoviert. Von 1981 bis 1986 lehrte er an der University of Pennsylvania.